# Davor Lamešić
Davor Lamešić (Brčko, 24 ottobre 1983) è un ex cestista bosniaco naturalizzato austriaco.

## Palmarès
- Campionato austriaco: 1

WBC Wels: 2008-09
- Supercoppa d'Austria: 1

WBC Wels: 2016